# Teodoro (antipapa)
Teodoro fue un  antipapa, opuesto a los papados de  Conón y Sergio I. Teodoro gobernó en el 687, con otro antipapa, Pascual. Ambos tuvieron que ceder su puesto al siguiente papa elegido: san Sergio I. 
Tras la muerte de Conón, Pascual fue apoyado por el clero, mientras que Teodoro lo fue por los militares. Tras la elección de Sergio, si bien ambos fueron proclamados, Teodoro renunció a sus pretensiones al saber que Sergio había sido confirmado por el exarca de Rávena.